# Nogometni klub Pazinka-Pazin
Il Nogometni klub Pazinka-Pazin è una squadra di calcio di Pisino, in Istria (Croazia). Fondato nel 1948, il suo massimo successo sono state le due stagioni disputate nella Prva liga croata. Nella stagione 2017-18 militava nella terza divisione.

## Storia
Sebbene a Pisino si giocasse dal 1912, la squadra nasce nel 1948 come Sportsko Društvo Pazin. I primi decenni, negli anni della Jugoslavia socialista, il Pazin le passa nei campionati regionali istriani. Il 15 settembre 1970 cambia in NK Pazinka (dal nome della industria tessile cittadina venuta in aiuto della squadra in difficoltà economiche).
Nel 1985 conquista la promozione in Hrvatska liga - zapad ("lega repubblicana croata - girone ovest", quarto livello del campionato jugoslavo) e nel 1990 vince il campionato, ma non riesce ad ottenere la promozione in terza divisione.
Con la dissoluzione della Jugoslavia nel 1991, il Pazinka passa al sistema calcistico croato e viene iscritto in seconda divisione. Vince il girone Ovest ed ottiene la promozione in Prva liga. Ci rimane due stagioni (dal 1992 al 1994), dopodiché retrocede in Druga liga. Nel 1998 scende in terza divisione e dal 2004 fa un continuo sali-scendi nelle categorie inferiori.
Nell'agosto 2012 ci sono problemi finanziari, quindi la squadra deve ripartire dal 2º livello regionale e cambia il nome in NK Pazinka-Pazin.

### Riepilogo nomi
- Dal 1948: SD Pazin
- Dal 1970: NK Pazinka
- Dal 2012: NK Pazinka-Pazin

## Cronistoria
| Stagione | Campionato             | Campionato | Campionato | Campionato                                                        | Coppa       |
| Stagione | Categoria              | Liv.       | Posizione  | Verdetti                                                          | Coppa       |
| -------- | ---------------------- | ---------- | ---------- | ----------------------------------------------------------------- | ----------- |
| 1992     | 2. HNL Ovest           | II         | 1º su 4    | Finalista del campionato, promosso in 1. HNL                      |             |
| 1992–93  | 1. HNL                 | I          | 11º su 16  |                                                                   |             |
| 1993–94  | 1. HNL                 | I          | 15º su 18  | Retrocede in 2. HNL                                               | Ottavi      |
| 1994–95  | 2. HNL Ovest           | II         | 6º su 19   | Retrocede di una categoria per la ristrutturazione dei campionati | 16esimi     |
| 1995–96  | 2. HNL Ovest           | III        | 15º su 18  |                                                                   |             |
| 1996–97  | 2. HNL Ovest           | III        | 7º su 16   | Sale di una categoria per la ristrutturazione dei campionati      |             |
| 1997–98  | 2. HNL Ovest           | II         | 9º su 16   | Retrocede in 3. HNL per la riforma dei campionati                 |             |
| 1998–99  | 3. HNL Ovest           | III        | 9º su 16   |                                                                   | 16esimi     |
| 1999–00  | 3. HNL Ovest           | III        | 11º su 16  |                                                                   | Preliminare |
| 2000–01  | 3. HNL Ovest           | III        | 12º su 16  |                                                                   |             |
| 2001–02  | 3. HNL Ovest           | III        | 14º su 16  |                                                                   |             |
| 2002–03  | 3. HNL Ovest           | III        | 15º su 16  | Si salva grazie al fallimento del Višnjan                         |             |
| 2003–04  | 3. HNL Ovest           | III        | 15º su 16  | Retrocede nel campionato istriano                                 |             |
| 2004–05  | 1. ŽNL Istarska        | IV         | ?          |                                                                   |             |
| 2005–06  | 2. ŽNL Istarska        | V          | 5º su 14   |                                                                   |             |
| 2006–07  | 2. ŽNL Istarska        | VI         | ?          |                                                                   |             |
| 2007–08  | 1. ŽNL Istarska        | V          | ?          |                                                                   |             |
| 2008–09  | 4. HNL Ovest           | IV         | 6º su 15   |                                                                   |             |
| 2009–10  | 4. HNL Ovest           | IV         | 3º su 15   |                                                                   |             |
| 2010–11  | 4. HNL Ovest           | IV         | 6º su 15   |                                                                   | Preliminare |
| 2011–12  | 4. HNL Ovest           | IV         | 11º su 15  | Problemi finanziari, la squadra riparte dal 2º livello regionale  |             |
| 2012–13  | 2. ŽNL Istarska Centro | V          | 1º su 13   |                                                                   |             |
| 2013–14  | 1. ŽNL Istarska        | IV         | 1º su 14   |                                                                   |             |
| 2014–15  | MŽNL NS Rijeka         | IV         | 16º su 16  |                                                                   |             |
| 2015–16  | 1. ŽNL Istarska        | V          | 1º su 13   |                                                                   |             |
| 2016–17  | MŽNL NS Rijeka         | IV         | 1º su 16   | Promosso                                                          |             |
| 2017–18  | 3. HNL Ovest           | III        | 15º su 18  | Retrocede                                                         |             |
| 2018–19  |                        | IV         |            |                                                                   |             |

## Palmarès

### Competizioni regionali
- Treća nogometna liga: 1

2016-2017 (girone Ovest)

## Giocatori ed allenatori di rilievo
I più famosi allenatori che hanno lavorato a Pisino sono Enzo Zohil, Željko Turina, Liberto Ferenčić e Luka Bonačić. I giocatori che meritano di essere ricordati sono Tonči Gabrić, Domagoj Kosić, Zoran Škerjanc, Dean Mostahinić, il nazionale albanese Artan Bano, il nazionale bosniaco Sead Seferović, Giovanni Marion, Mario Raunich, Josip Pamić, Igor Pamić, Damir Desnica e Dado Pršo.